# Фильтры респираторов

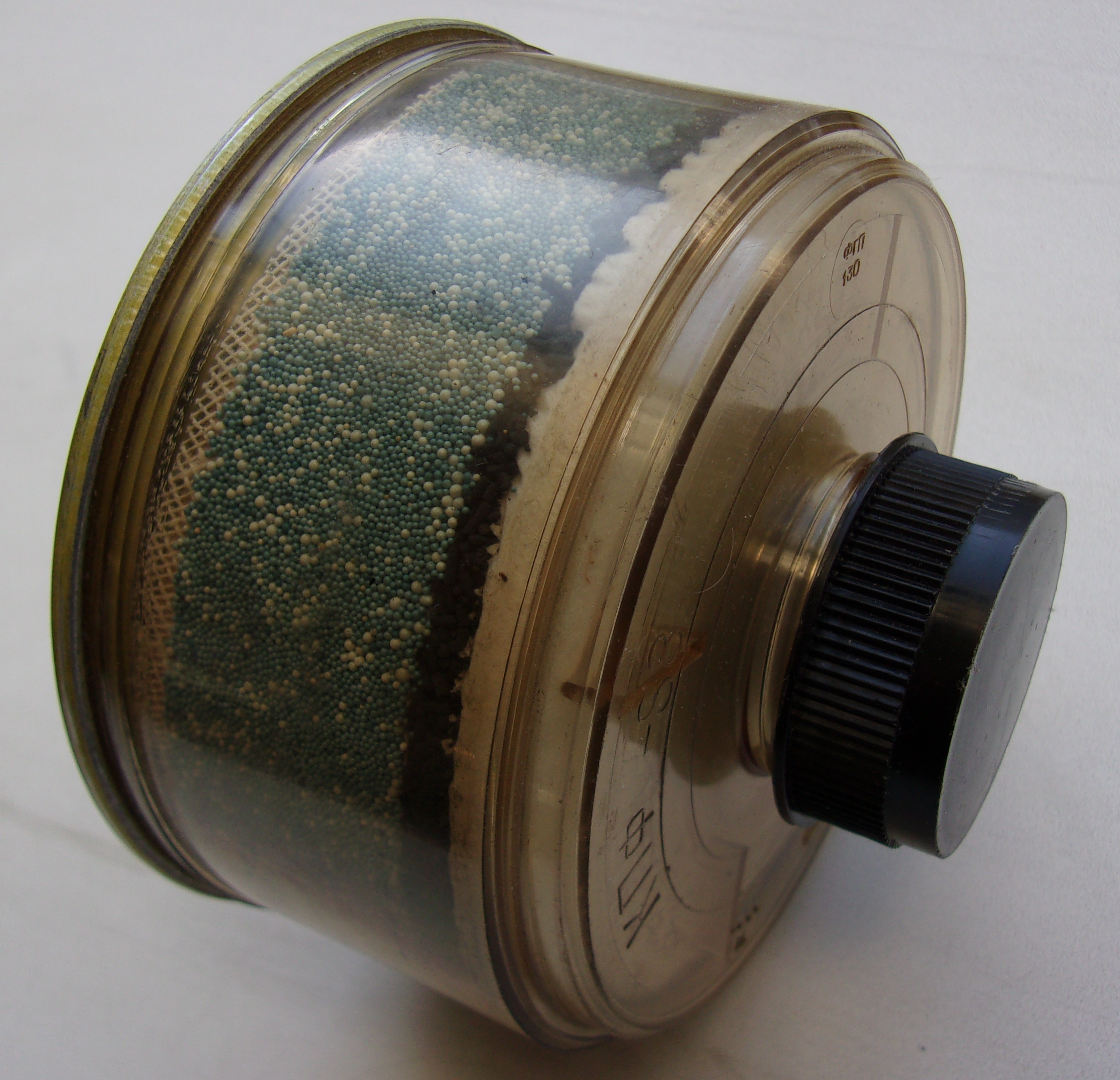
Комбинированный фильтр, предназначенный для защиты от кислых газов, тип «БКФ». Для своевременной замены использован прозрачный корпус и специальный сорбент, меняющий цвет по мере насыщения (End of Service Life Indicator ESLI).

Фильтр респиратора — фильтр, предназначенный для исключения из воздуха агрессивных веществ, устанавливаемый на респиратор.
При работе в условиях возможного загрязнения воздуха, для защиты людей в первую очередь должны использоваться технологические и организационные мероприятия, и средства коллективной защиты (вентиляция и др.), а если этого окажется недостаточно — средства индивидуальной защиты органов дыхания (СИЗОД), респираторы и промышленные противогазы. В тех случаях, когда в воздухе достаточно много кислорода, а вредные воздушные загрязнения могут быть уловлены, широко используются фильтрующие СИЗОД. В них для обеспечения рабочих пригодным для дыхания воздухом используется окружающий загрязнённый воздух рабочей зоны — после его очистки фильтрами. Срок службы противогазных фильтров ограничен и не всегда легко предсказуем.

## Классификация фильтров респираторов
Существуют изолирующие респираторы (в которых для дыхания не используется окружающий воздух) и фильтрующие респираторы (в которых для дыхания используется окружающий воздух после очистки фильтрами), см. Классификация респираторов.
Для очистки воздуха в фильтрующих респираторах могут использоваться различные фильтры, в зависимости от вида загрязнений окружающего воздуха:
- противоаэрозольные (вредные вещества в виде пыли, дыма и тумана);
- противогазные (вредные вещества в газообразном состоянии — газы, пары);
- комбинированные (противоаэрозольные и противогазные вместе). В этом случае воздух сначала очищается противоаэрозольными фильтрами, а затем — противогазными.

## Противоаэрозольные фильтры

### Принцип работы
Для очистки воздуха от аэрозолей используют фильтры, которые состоят из большого числа тонких волокон. При прохождении воздуха через такой фильтр он огибает волокна, меняя направление движения. Относительно крупные частицы (больше 5 мкм) по инерции не успевают изменить направление движения, сталкиваются с волокном и прилипают к нему (инерционное улавливание). Если частица изменяет направление движения так, что может пройти мимо волокна, но расстояние от её центра до поверхности волокна меньше её радиуса, то она касается волокна и прилипает к нему (улавливание касанием). Если частица очень маленькая (меньше 0.05 мкм), то под действием ударов молекул она совершает хаотичные движения из стороны в сторону относительно своей «усреднённой» траектории, и за счёт этого может столкнуться с волокном (улавливание с помощью диффузии). При наличии электрического заряда на волокне и/или частице появляются кулоновские и/или поляризационные силы, способствующие улавливанию частиц — особенно мелких, до 1 мкм.
Иллюстрация разных способов улавливания аэрозолей

### Испытания
При сертификации фильтров и фильтровальных полумасок их проверяют в лабораторных условиях. Измеряется их сопротивление дыханию и проникание аэрозоля контрольного вещества (с заданными свойствами) при определённом расходе воздуха. Как контрольное вещество часто используют аэрозоль, состоящий из частиц хлорида натрия (твёрдые частицы); парафинового масла и диоктилфталата (жидкие частицы). Так как проникание частиц через фильтр зависит от их размера, то при проверке используют такие частицы, размер которых близок к «наиболее проникающим». Если после этого в производственных условиях через фильтр будет проходить воздух, загрязнённый промышленной пылью другого размера, то степень очистки будет выше. При загрязнении фильтра уловленной пылью его свойства изменяются. Поэтому при сертификации фильтры могут проверяться на запыление — их свойства проверяют после того, как они уловили такое количество пыли, которое может попасть на них в течение 1 смены (например — 200 мг на 1 комплект фильтров). При попадании некоторых аэрозолей на фильтры (например — масляного тумана), сделанные из волокон, содержащих электрический заряд, последний может уменьшаться и пропадать, что ухудшает степень очистки фильтров. Фильтры, предназначенные для использования в таких условиях имеют другую маркировку и проверяются при воздействии других аэрозолей.

### Классификация
В настоящее время в ЕС и в РФ принята похожая классификация противоаэрозольных фильтров. А в США классификация противоаэрозольных фильтров отличается от европейской.
Таблица 1. Классификация противоаэрозольных фильтров в ЕС и в РФ (приводится их обозначение и степень очистки) и фильтрующих полумасок (FFP)
| Устойчивость при воздействии жидких частиц | ЕС — для улавливания аэрозоля твёрдых частиц (S) | ЕС — для улавливания аэрозоля из твёрдых и жидких частиц (SL) | РФ           |
| ------------------------------------------ | ------------------------------------------------ | ------------------------------------------------------------- | ------------ |
| Высокоэффективные фильтры 3 класса         | Р3S (99.95 %)                                    | Р3SL (99.95 %)                                                | P3 (99.95 %) |
| Фильтрующие полумаски 3 класса             | FFР3S (99 %)                                     | FFР3SL (99 %)                                                 | FFP3 (99 %)  |
| Фильтры средней эффективности 2 класса     | Р2S (94 %)                                       | Р2SL (94 %)                                                   | P2 (94 %)    |
| Фильтрующие полумаски 2 класса             | FFР2S (94 %)                                     | FFР2SL (94 %)                                                 | FFP2 (94 %)  |
| Фильтры низкой эффективности 1 класса      | Р1S (80 %)                                       | Р1SL (80 %)                                                   | P1 (80 %)    |
| Фильтрующие полумаски 1 класса             | FFР1S (80 %)                                     | FFР1SL (80 %)                                                 | FFP1 (80 %)  |

Сменные противоаэрозольные фильтры имеют белую окраску.
Респираторы — фильтрующие полумаски изначально разрабатыввались как одноразовое средство защиты. Но на практике их часто использовали неоднократно. В связи с этим новый стандарт ЕС (EN 149:2001+A1:2009 «Respiratory protective devices — Filtering half masks to protect against particles — Requiremments, testing, marking») и ГОСТ Р 12.4.191-2011 требуют указывать возможность неоднократного использования (R) или его невозможность (NR), например: FFP3 R (допустимо неоднократное использование), FFP2 NR (для однократного использования).
В отличие от стандарта ЕС (обозначения S, SL) и стандарта США (обозначения N, R, Р), стандарт РФ не позволяет определить — допустимо ли использование фильтра (фильтрующей полумаски) при воздействии жидких аэрозолей, которые способны нейтрализовывать электрические заряды волокон, что ухудшает эффективность очистки.
Таблица 2. Классификация фильтров и фильтрующих полумасок в США (приводится их обозначение и степень очистки)
| Маслостойкость                | Для улавливания аэрозоля, не содержащего масла | Для улавливания аэрозоля, содержащего масло, в течение только 1 смены | Для улавливания любого аэрозоля |
| ----------------------------- | ---------------------------------------------- | --------------------------------------------------------------------- | ------------------------------- |
| Высокоэффективные фильтры     | N100 (99.97 %)                                 | R100 (99.97 %)                                                        | P100 (99.97 %)                  |
| Фильтры средней эффективности | N99 (99 %)                                     | R99 (99 %)                                                            | P99 (99 %)                      |
| Фильтры низкой эффективности  | N95 (95 %)                                     | R95 (95 %)                                                            | P95 (95 %)                      |

Цвет фильтра класса Р100 — фиолетовый, у P95, P99, R95, R99 и R100 — оранжевый, у N95, N99 и N100 — (цвет Teal — птица чирок). Среди фильтрующих полумасок наиболее распространёнными являются N95, которые примерно соответствуют FFP2 (ЕС/РФ).

### Замена противоаэрозольных фильтров
При использовании респираторов без принудительной подачи воздуха замену фильтров обычно проводят при таком загрязнении фильтра, когда становится трудно дышать; или при повреждении фильтра. В США не-маслостойкие фильтры (тип R) нужно заменять каждую смену.
При использовании респираторов с принудительной подачей воздуха фильтры обычно заменяют по мере их загрязнения — когда вентилятор уже не может обеспечить подачу требуемого количества воздуха. Для проверки расхода воздуха изготовители СИЗОД делают разные приспособления. У Airstream Helmet сделана пластинка с отверстиями, которая «присасывается» к отверстию для входа воздуха при достаточно большом расходе, и падает под действием силы тяжести при недостаточно большом расходе. 3М сделала «поплавок», который вставляется в шланг (идущий от блока фильтрации на поясе к маске). Это приспособление «всплывает» в потоке подаваемого воздуха, и величина подъёма зависит от расхода воздуха.
Часть респираторов с принудительной подачей воздуха оснащена датчиками расхода воздуха или датчиками избыточного давления под маской, и их показания могут использоваться для своевременной замены фильтров.

## Противогазные фильтры

### Принцип работы
Для очистки воздуха от вредных газов обычно используется поглотитель (сорбент) и/или катализатор. Как поглотитель часто используется активированный уголь, обладающий большой площадью поверхности. Для улучшения улавливания его могут пропитывать разными химическими соединениями. За счёт диффузии молекулы вредных газов достигают его поверхности и улавливаются. Катализатор может использоваться для обезвреживания вредных газов при протекании химической реакции (например СО → СО2. Если для эффективной работы сорбента или катализатора нужно, чтобы воздух был достаточно сухой, то перед ними размещают поглотитель влаги.

### Классификация

#### Классификация советских противогазных фильтров
| Таблица 3. Советские противогазные коробки | Таблица 3. Советские противогазные коробки   | Таблица 3. Советские противогазные коробки |
| Марка                                      | Тип коробки и опознавательная окраска        | От чего защищает |
| ------------------------------------------ | -------------------------------------------- | --- |
| А                                          | коричневая                                   | Пары органических соединений (бензин, керосин, ацетон, бензол, толуол, ксилол, сероуглерод, спирты, эфиры, анилин, галоидоорганические соединения, нитросоединения бензола и его гомологов, тетраэтилсвинец), фосфор- и хлорорганические ядохимикаты |
| В                                          | жёлтая                                       | кислые газы и пары (сернистый газ, хлор, сероводород, синильная кислота, окислы азота, хлористый водород, фосген), фосфор- и хлорорганические ядохимикаты                                                                                            |
| Г                                          | двухцветная — чёрная и жёлтая (по вертикали) | пары ртути, ртутьорганические соединения на основе этилмеркурхлорида |
| Е                                          | чёрная                                       | мышьяковистый и фосфористый водород |
| КД                                         | серая                                        | аммиак, сероводород и их смесь |
| М                                          | красная                                      | окись углерода в присутствии органических паров (кроме практически не сорбирующихся веществ, например метана, бутана, этана, этилена и др.), кислых газов, аммиака, мышьяковистого и фосфористого водорода                                           |
| СО                                         | белая                                        | окись углерода |
| БКФ                                        | защитная с белой вертикальной полосой        | кислые газы и пары, пары органических веществ, мышьяковистый и фосфористый водород, пыль, дым и туман |
| Информация ниже взята из источника         |                                              | |
| ВР                                         | Нет данных                                   | для защиты от кислых газов и паров, радионуклидов, в том числе радиоактивного йода и его соединений |
| МКФ                                        | Нет данных                                   | для защиты от кислых газов и паров, паров органических соединений, мышьяковистого и фосфористого водорода |
| Н                                          | Нет данных                                   | для защиты от оксидов азота |
| Б                                          | Нет данных                                   | для защиты от бороводородов (диборан, пентаборан, этилпентаборан, диэтилдекаборан, декаборан) и их аэрозолей |
| ФОС                                        | Нет данных                                   | для защиты от паро-газообразных фторпроизводных непредельных углеводородов, фреонов и их смесей, фтор- и хлормономеров |
| ГФ                                         | Нет данных                                   | для защиты от газообразного гексафторида урана, фтора, фтористого водорода, радиоактивных аэрозолей |
| УМ                                         | Нет данных                                   | для защиты от паров и аэрозолей гептила, амила, самина, нитромеланжа, амидола |
| П-2У                                       | Нет данных                                   | для защиты от паров карбонилов никеля и железа, оксида углерода и сопутствующих аэрозолей |
| С                                          | Нет данных                                   | для защиты от оксидов азота и сернистого ангидрида |

В тех случаях, когда имелся противоаэрозольный фильтр, коробка дополнительно защищала от пыли, дыма и тумана, и на ней имелась белая вертикальная полоса.

#### Классификация противогазных фильтров в ЕС и РФ (современная)
Таблица 4. Современная классификация и маркировка противогазных фильтров в ЕС и РФ для средств индивидуальной защиты без принудительной подачи воздуха
| Марка фильтра (цвет) | Защищает от:                                                                              | Фильтр низкой эффективности | Фильтр средней эффективности | Фильтр высокой эффективности |
| -------------------- | ----------------------------------------------------------------------------------------- | --------------------------- | ---------------------------- | ---------------------------- |
| А (Коричневый)       | Органические газы и пары с температурой кипения выше 65°С, рекомендованные изготовителем  | A1                          | A2                           | A3                           |
| В (Серый)            | неорганические газы и пары, за исключением оксида углерода, рекомендованные изготовителем | В1                          | В2                           | В3                           |
| E (Жёлтый)           | диоксид серы и другие кислые газы и пары, рекомендованные изготовителем                   | Е1                          | Е2                           | Е3                           |
| K (Зелёный)          | Аммиак и его органические производные, рекомендованные изготовителем                      | К1                          | К2                           | К3                           |

Кроме того существуют:
- противогазные фильтры для защиты от специальных соединений SX (фиолетовые, используемые в респираторах без принудительной подачи воздуха), которые не разделяют на классы.
- противогазные фильтры для защиты от органических соединений с низкой температурой кипения, рекомендованные изготовителем АХ (коричневый, только для однократного применения, используемые в респираторах без принудительной подачи воздуха), которые не разделяют на классы.

Если противогазный фильтр предназначен для защиты от нескольких разных вредных газов, то в его обозначении приводится перечень обозначений для отдельных видов улавливаемых вредных газов, например: А2В1, цвет — коричнево-серый.

#### Маркировка противогазных фильтров в США
Работодатель должен гарантировать, что используемые на рабочем месте фильтры будут иметь маркировку и цветовое кодирование, и что эта маркировка не будет удаляться и будет удобночитаема. При этом в США требуют, чтобы фильтры выбирались не по их цвету, а по надписи, где точно указаны вредные вещества, от которых защищает фильтр, и ограничения по его применению.
Таблица 5. Маркировка противогазных фильтров в США (2010г)
| Вредное вещество                                                                      | Цветовая маркировка         |
| ------------------------------------------------------------------------------------- | --------------------------- |
| Кислые газы                                                                           | Белый                       |
| Органические пары                                                                     | Коричневый                  |
| Фильтры для защиты от химического, биологического и радиоактивного воздействия (CBRN) | Чёрный                      |
| Аммиак                                                                                | Зелёный                     |
| Аммиак и метиламин                                                                    | Зелёный                     |
| Монооксид углерода                                                                    | Голубой                     |
| Кислые газы, органические пары и аммиак                                               | Коричневый                  |
| Формальдегид                                                                          | Бледно-коричневый (смуглый) |
| Кислые газы, аммиак, монооксид углерода и органические соединения                     | Красный                     |
| Другие газы и пары, не перечисленные выше                                             | оливковый цвет              |

Оранжевый цвет может использоваться для окраски всего корпуса фильтра, или как полоска. Но этого цвета нет в таблице, и для определения того, от чего защищает фильтр с такой маркировкой, следует прочитать надпись

### Испытания
При сертификации противогазных фильтров в лаборатории проверяется время их защитного действия при воздействии некоторых вредных газов, перечисленных ниже.

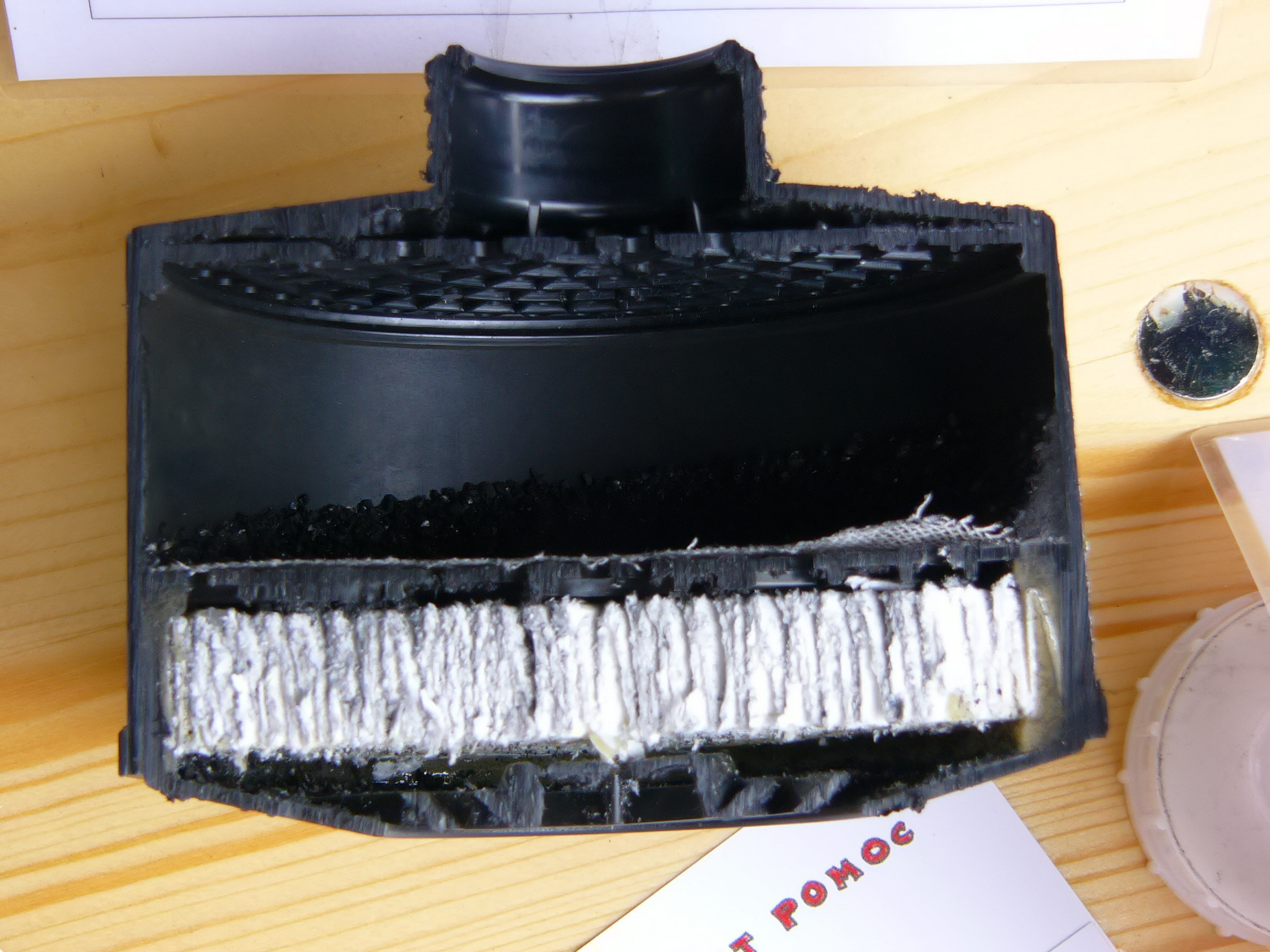
Комбинированный фильтр в разрезе. Внизу, первым по ходу воздуха — противоаэрозольный фильтр (белый, гофрированный), выше — отделение для гранул сорбента (они высыпались).

Таблица 6. Испытания противогазных фильтров при сертификации (РФ)
| марка | Контрольное вещество                        |
| ----- | ------------------------------------------- |
| А     | Циклогексан С6Н12                           |
| В     | Хлор Cl2, Сероводород SH2, Циановодород HCN |
| Е     | Диоксид серы SO2                            |
| К     | Аммиак NH3                                  |
| NO-P3 | Оксид азота NO (NO2)                        |
| Hg-P3 | Пары ртути Hg                               |
| AX    | Диметилэфир СН3ОСН3, Изобутан С4Н10         |
| SX    | Определяется изготовителем фильтра          |

Важно отметить, что все стандарты по сертификации противогазных фильтров, предназначены только для того, чтобы проверить — соответствуют ли эти фильтры определённому минимальному набору требований, и поэтому эти стандарты и написанные в них значения нельзя использовать для определения защитных свойств в производственных условиях — там, где они будут использоваться.
Конкретные примеры:
- Существуют сотни вредных для здоровья газов. Но в стандартах, перечисленных в конце статьи, нет ни одного, который бы предусматривал испытания респираторов при воздействии сотен вредных веществ, и эти стандарты не позволяют определить срок службы противогазных фильтров при воздействии таких веществ.
- В тех случаях, когда в воздухе рабочей зоны есть именно те вещества, которые указаны в стандарте, нужно учитывать, что из-за различий в: расходе воздуха, температуре и влажности воздуха, концентрации вредных веществ (между лабораторными и производственными условиями) срок службы фильтра может значительно отличаться от величины, указанной в стандарте.

Поэтому стандарты по сертификации противогазных фильтров нельзя использовать для определения их срока службы. Для этого в развитых странах изготовители респираторов дают конкретные указания для конкретных вредных веществ или их сочетания, и конкретных условий применения. Такая информация может предоставляться в виде бесплатного программного обеспечения: MSA — Cartridge Life Calculator, Пример 3М, Пример). Подробнее см. Способы замены противогазных фильтров респираторов.

### Замена противогазных фильтров
Своевременная замена противогазных фильтров является очень сложной технической проблемой, и способы её решения описаны в отдельной статье Способы замены противогазных фильтров респираторов.

## Комбинированные фильтры
В комбинированном фильтре есть противогазный фильтр и противоаэрозольный фильтр. поэтому их маркировка состоит из перечня обозначений, относящихся к противогазному фильтру, и обозначений класса противоаэрозольного фильтра. Цвет такого фильтра состоит из цветов противогазного фильтра и белой полосы (противоаэрозольный фильтр). Например: А2В1Р3, цвет — коричневый + серый + белый.
Кроме того, существуют:
- фильтры для защиты от окисдов азота NO-P3 (Сине-белый), и для защиты от соединений ртути Hg-P3 (Красно-белый), которые изготавливаются вместе с противоаэрозольным фильтром высокой эффективности.